# Baeckea
A Baeckea a mirtuszvirágúak (Myrtales) rendjében a mirtuszfélék (Myrtaceae) családjának egyik nemzetsége mintegy 75 fajjal.

## Származása, elterjedése
Fajai Hátsó-Indiában és a Szunda-szigeteken, Új-Kaledóniában és Ausztráliában élnek.

## Felhasználása
A nemzetség több faját dísznövénynek termesztik.